# Sebastiano Filippi
Sebastiano Filippi oder Bastianino (* um 1532 in Ferrara; † 23. August 1602 ebenda) war ein italienischer Maler in der Spätrenaissance (Manierismus) aus der Schule von Ferrara.

## Biografie

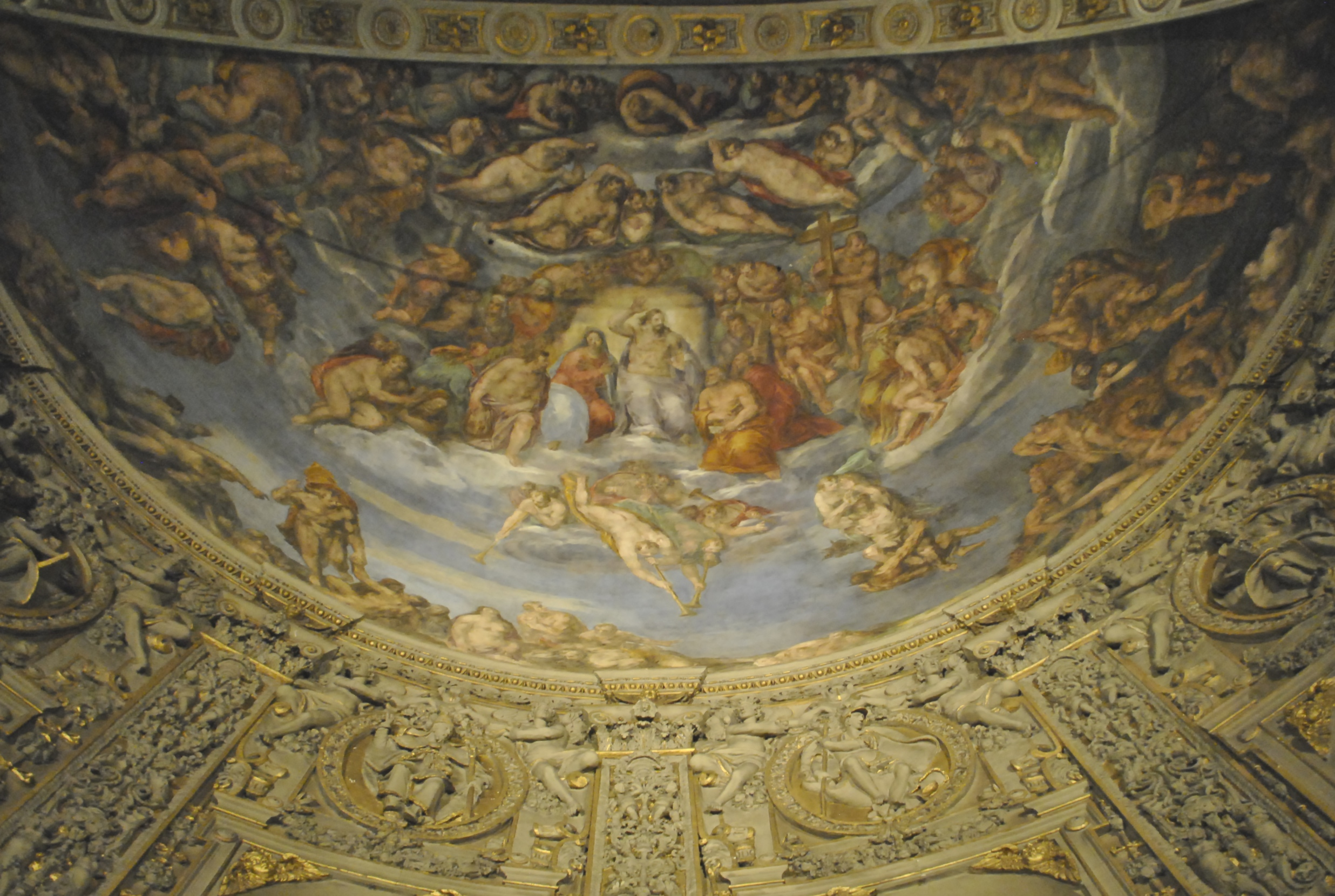
Sebastiano Filippi genannt Bastianino, Jüngstes Gericht, Fresko, 1577–1581, Apsis Dom von Ferrara

Er wurde in Ferrara als Sohn des Malers Camillo Filippi geboren, welcher unter Dosso Dossi arbeitete.
Wahrscheinlich ging er zunächst bei seinem Vater und seinem Bruder (Cesare Filippi) in die Lehre, und es wird vermutet, dass er mit ihnen zusammenarbeitete als sie eine Prozessionsstandarte Gonfalone für das Oratorio dell’Annunziata in Ferrara malten. Er verließ als junger Mann das von Dosso Dossi, Il Garofalo und Girolamo da Carpi dominierte Ferrara, um in Rom Arbeit zu finden.
In Rom soll ihm von Jacopo Bonacossi, dem Ferrareser Arzt des Papstes, empfohlen worden sein, sich bei Michelangelo ausbilden zu lassen. Er arbeitete sieben Jahre lang unter dem Meister in Rom, kehrte dann 1553 nach Ferrara zurück, wo er das allgemeine Mäzenatentum des Herzogs Alfonso I. d’Este und später seines Sohnes Alfonso II. genoss.
Er malte eine Madonna mit Peter und Paul für die Kirche von Vigarano. Im Castello Estense hat er zusammen mit seinem Vater und seinem Bruder im Salone dei Giochi Saletta dei Giochi und im Sala dell’Aurora etwas skurrile Darstellungen von Spielen freskiert. Bei diesem Auftrag soll er mit Leonardo Brescia zusammengearbeitet haben. Er malte eine Beschneidung und eine Verkündigung für die Kirche Sant’Agostino in Ferrara.
Sein Gemälde von 1565, Geburt der Jungfrau, erinnert an die Bilder von Andrea del Sarto 1565 malte er große Altarbilder für die Kartause von Ferrara, die Vision des Heiligen Paulus für Massa Lombarda und die Madonna mit Kind, Heiligen und Schutzpatronen in Rovigo. Sowohl für San Cristoforo alla Certosa (1578) als auch für das Apsisdach der Kathedrale von Ferrara (1577–1581) malte er ein Fresko des Jüngsten Gerichts, das Michelangelo stark imitiert.
Man sagt, er sei spät im Leben blind geworden. Seine damalige lokale Bekanntheit teilte er mit dem Maler Scarsellino. Der Maler Bartolomeo Faccini soll sein Schüler in Ferrara gewesen sein, obwohl andere ihn als Schüler von Girolamo da Carpi einstufen.